# Christianisation
Ne doit pas être confondu avec évangélisation.
La christianisation est un processus qui consiste à « intégrer » quelqu'un, ou quelque chose, au christianisme.

## Paganisme
Le terme générique paganisme est employé depuis le VIe siècle par des chrétiens pour désigner les religions de ceux qui ne sont ni chrétiens ni juifs. À partir de 370, des lois impériales regroupées au Ve siècle dans le code théodosien emploient le terme paganus pour désigner ceux qui pratiquent la magie, ceux qui sont considérés comme superstitieux ou dans l'erreur. Le terme a depuis conservé une connotation péjorative.

## Méthodes

### Pacifiques
Cela peut être fait de façon pacifique, avec l'évangélisation et les missionnaires.

### Violentes
La christianisation peut aussi être militaire, à l'image de l'expansion du royaume franc en Empire carolingien par Charlemagne, ou encore de la colonisation européenne des Amériques, de l'Afrique, de l'Asie ou de l'Océanie.
Michele R. Salzman indique que la persécution des païens dans l'Antiquité n'est pas aussi forte qu'on se l'imagine fréquemment, notamment parce que la lutte contre les hérétiques était prioritaire pour la plupart des chrétiens des quatrième et cinquième siècles. Ramsay MacMullen note également que presque toute la violence qui suit le règne de Constantin résulte de conflits entre des sectes chrétiennes. Ainsi, pour Brown, « toute tentative de dessiner une échelle de violence à cette époque doit placer au sommet la violence des chrétiens les uns envers les autres ».
En interprétant une citation biblique, « presse-les d’entrer » (Luc 14,23), Augustin d'Hippone (354-430) justifie le recours à l'usage légal de la violence pour forcer les conversions au christianisme.

### Mélangées
La christianisation peut aussi être un mélange de pacifisme et de violence (dépaganisation, etc). On commence par une modification douce des rituels pour ensuite détruire les éléments de culte, par des bannissements et des brutalités.
(voir Christianisation des peuples germains et scandinaves).
Au lieu d'une destruction, on peut également procéder à la christianisation d'objets ou de lieux. Certains menhirs ont, par exemple, été christianisés par l'ajout d'une croix en leur sommet ; des temples ont été convertis en église.
Des traditions chrétiennes sont mélangées à celles païennes. Ce syncrétisme implique que des légendes païennes ont pu servir de base pour établir des concepts chrétiens. On parle alors d'interpretatio christiana (en).
La lettre du Grégoire Ier à saint Augustin de Cantorbéry illustre bien ce phénomène.

« Qu'on prenne l'eau bénite et que l'on asperge ces temples, qu'on édifie des autels et qu'on y place des reliques ; en effet si ces temples sont bien construits, il est nécessaire et il suffit d'en changer la destination : les faire passer du culte des idoles à la louange du vrai Dieu… Comme la coutume existe d'offrir beaucoup de bœufs en sacrifice aux esprits, il faut également transformer légèrement le cérémonial de ces offrandes, de manière à fixer ces coutumes rituelles au jour de la dédicace ou de la fête des saints martyrs dont les reliques ont été placées dans l'église ; que les gens continuent à se construire des cabanes de branchages auprès des mêmes temples devenues églises et qu'ils célèbrent la fête par des agapes rituelles. »

Les croisades ont eu comme projet intellectuel et politique la conversion des peuples cibles. Se posait la question de la fidélité des personnes soumises, ainsi que des pèlerins et armées chrétiennes qui, loin de leurs terres, pouvaient dériver de la foi d'origine. Pour appuyer leurs conquêtes, les catholiques se servaient de drogmans, mais ces interprètes et guides locaux n'étaient pas fiables, et pouvaient trahir ou falsifier, ou plus habituellement ne pas comprendre le catholicisme. Aussi les croisés voudront-ils former des intermédiaires à leur main, nés et éduqués en Europe — à l'exception des Grecs, les Chrétiens d'Orient étant jugés aussi suspects que les arabes —, pour appuyer la christianisation. Ces intermédiaires reçoivent une double formation. Premièrement, sur les conseils entre autres de Pierre Dubois (légiste), l'apprentissage des langues et des arts libéraux, durant une vingtaine d'années, tout cela orienté vers la capacité à convertir un étranger. Dubois dit qu'ils doivent savoir « répondre raisonnablement aux objections des barbares pour démolir leurs opinions erronées […] ; ainsi, personne ne saurait résister à la sagesse de l'Église romaine. ». Deuxièmement, ils doivent connaitre parfaitement le pays où ils opéreront. -.
Reste la question de la fidélité : même un catholique formé aux meilleures écoles peut devenir infidèle. Ces élèves sont dangereux, car ils ont une capacité d'agir. Pour contrer ce risque, l'éducation de ces « fixeurs domestiques », selon l'expression de la médiéviste Zrinka Stahuljak, sera plutôt un endoctrinement. Cette éducation devra être uniforme, centralisée et partagée dans tous les pays européens. Elle devra contrer par avance toute idée d'assimilation aux pays de conquêtes. On peut le voir comme une origine des pratiques coloniales de l'Espagne des Habsbourgs avec l'envoi d'administrateurs de la métropole vers les pays asservis. Il y a toutefois une inversion entre les croisades et la colonisation : la colonisation impose aux peuples conquis la langue du conquérant, tandis qu'avec les croisades, c'est le conquérant qui apprend la langue des pays conquis. -.
Alain de Libera, historien français de la philosophie, a montré que la conversion chrétienne offre au converti la possibilité de devenir un sujet direct, sans médiation, sans hiérarchie, aussi bien dans le domaine politique que religieux. C'est ce qui va créer la subjectivité. Maître Eckhart, vers 1400, soutient que « l'humilité véritable consiste à rejeter tout intermédiaire ». Mais, ce faisant, la société occidentale se trouve devant une contradiction qui restera une de ses caractéristiques : elle croit pouvoir se passer d'intermédiaire, mais l'agissement de la propre initiative de ses sujets met en danger l'obéissance aveugle que l'État essaie d'instituer par l'éducation. La généralisation dans la chrétienté du papier monnaie, dont l'idée est introduite par Marco Polo vers 1300, lui permettra de pallier ce paradoxe : il permet facilement de tout échanger de soi-même sans intermédiaire, tout en restant sous l'égide des autorités. -.

## Effets
Pour Jean Delumeau, beaucoup d'historiens actuels considèrent que le pouvoir omniprésent et les propagandes des « christianisateurs » tant catholiques que protestants des XVIe siècle au XVIIIe siècle, ont produit les conditions d'une déchristianisation.

#### Ouvrages
- Jean Delumeau, Un chemin d'histoire: Chrétienté et christianisation, éditions Fayard, Paris, 2014

#### Articles
- Gatto, G. (1979). Le voyage au paradis. La christianisation des traditions folkloriques au Moyen Age. revue Annales. Histoire, Sciences Sociales, 34(5), 929-942. Les Éditions de l'EHESS 1979 , doi:10.3406/ahess.1979.294100 https://www.persee.fr/doc/ahess_0395-2649_1979_num_34_5_294100
- Hervé Inglebert, Le problème de la christianisation du monde antique
- Yann Codou, Marie-Geneviève Colin & Monique Le Nézet-Célestin La christianisation des campagnes (IV e -VIII e s.) revue Gallia, Vol. 64 (2007), p. 57-83
- Elisabeth Lorans, La christianisation de l'espace urbain en Angleterre du VIIe au XIe siècle : approche archéologique, 2006
- Ewa Wipszycka, La christianisation de l'Égypte aux IV e -VI e siècles. Aspects sociaux et ethniques; Aegyptus, Anno 68, No. 1/2 (gennaio-dicembre 1988), p. 117-165 (49 pages), Vita e Pensiero – Pubblicazioni dell’Università Cattolica del Sacro Cuore
- Soazick Kerneis, Pieve d'Italie et plou d'Armorique. Paganisme et christianisation au Bas-Empire, Mémoires de la Société d'Histoire et d'archéologie de Bretagne, Société d'histoire et d'archéologie de Bretagne, 1998, p. 397-437